# Christian Cappelen

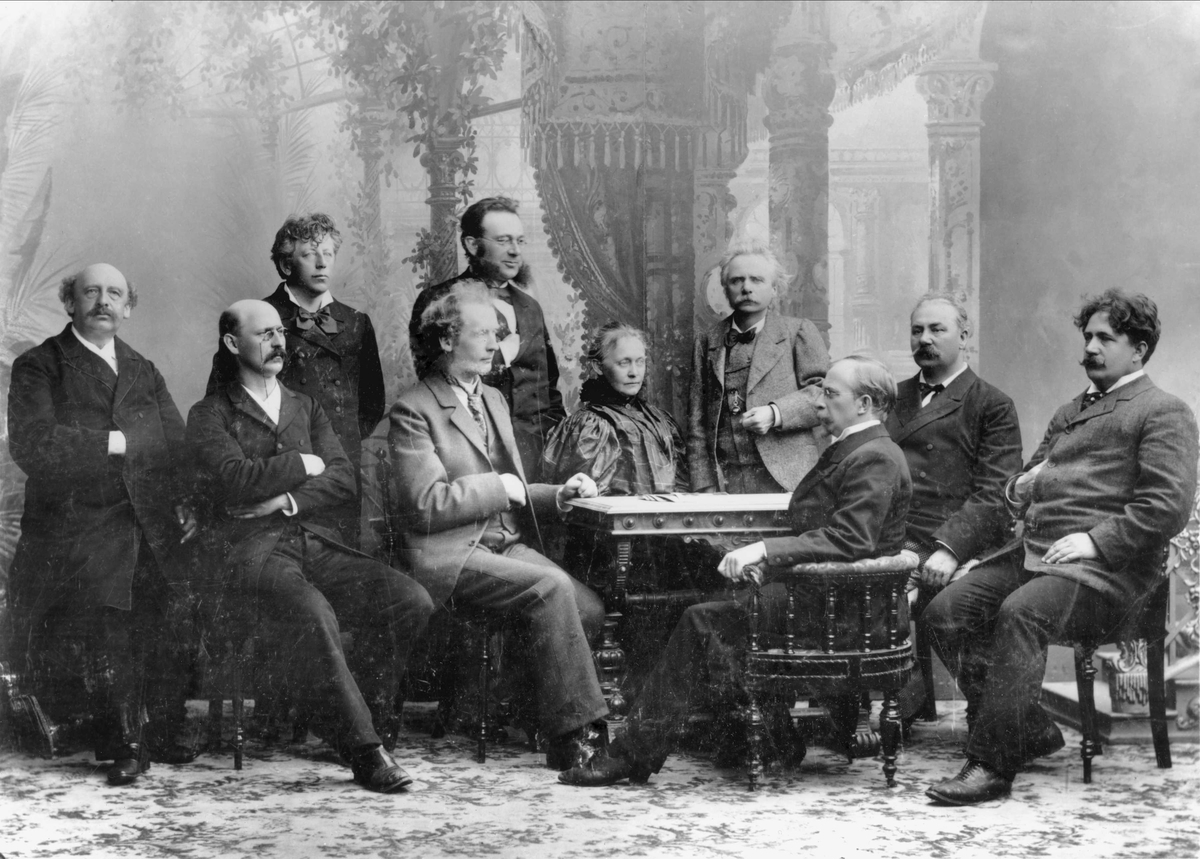
Christian Cappelen, Catharinus Elling, Ole Olsen, Gerhard Rosenkrone Schelderup, Iver Holter, Agathe Backer Grøndahl, Edvard Grieg, Christian Sinding, Johan Svendsen, Johan Halvorsen

Christian Cappelen (* 26. Januar 1845 in Drammen; † 11. Mai 1916 in Oslo) war ein norwegischer Organist und Komponist.

## Leben
Er studierte Musik in Leipzig und in Dresden. Lange Jahre war er Organist in Drammen. 1887–1916 war er Organist an der Domkirche in Oslo und hatte damit eine bedeutende Stellung innerhalb der norwegischen Kirchenmusik inne. Er gab Konzerte im ganzen Land und war besonders bekannt für seine Improvisationen an der Orgel. Von 1890 bis 1916 lehrte er an der theologischen Fakultät der Universität Oslo. Als Komponist war er von der Musik Felix Mendelssohn Bartholdys und Robert Schumanns beeinflusst. Er schrieb unter anderem Lieder, Orgel- und Klavierstücke und Kantaten. Besonders bekannt ist in Norwegen seine Melodie zu dem Lied Min Herre har kalt meg.